# John Landis
John Landis (ur. 3 sierpnia 1950 w Chicago) – amerykański reżyser, scenarzysta i aktor filmowy pochodzenia żydowskiego.

## Życiorys
Jako osiemnastolatek wystąpił jako kaskader w filmie Pewnego razu na Dzikim Zachodzie w reżyserii Sergio Leone.
W 1973 debiutował jako autor scenariusza i reżyser horrorem komediowym Schlock. W 1977 reżyserował The Kentucky Fried Movie, pierwszy film według scenariusza Davida i Jerry’ego Zuckerów. Większość reżyserowanych przez niego filmów miało charakter komediowy. Kilka z nich (Blues Brothers, Nieoczekiwana zmiana miejsc, Szpiedzy tacy jak my) zyskało dużą popularność.
Wyreżyserował dwa słynne teledyski Michaela Jacksona – Thriller oraz Black or White.
Zagrał też kilka ról filmowych m.in. w filmie 1941 w reżyserii Stevena Spielberga. Zasiadał w jury konkursu głównego na 46. (1989) i 65. MFF w Wenecji (2008).
Mąż kostiumograf Deborah Nadoolman. Ma syna, Maksa Landisa, który jest scenarzystą, producentem i reżyserem filmowym.

## Filmografia
| Rok       | Film                                                             | Reżyser     | Aktor                    | Producent   | Scenarzysta | Inf. dodatkowe                 |
| 2010      | Epic Proportions                                                 |             |                          |             |             | przedprodukcja                 |
| 2010      | Burke and Hare                                                   |             |                          |             |             | w trakcie                      |
| 2010      | Some Guy Who Kills People                                        |             |                          |             |             | w trakcie                      |
| 2009      | The Scenesters                                                   |             | Sędzia Paxton B. Johnson |             |             |                                |
| 2008      | Fear Itself                                                      |             |                          |             |             | 1 odcinek                      |
| 2008      | Parasomnia                                                       |             | Manager domu towarowego  |             |             |                                |
| 2008      | Starz Inside: Ladies or Gentlemen                                |             |                          |             |             |                                |
| 2007–2008 | Świry (Psych)                                                    |             |                          |             |             | 3 odcinki                      |
| 2007      | Mr. Warmth: The Don Rickles Project                              |             |                          |             |             |                                |
| 2006      | The Great Sketch Experiment                                      |             |                          |             |             |                                |
| 2005      | Torrente 3: El protector                                         |             | Arabski ambasador        |             |             |                                |
| 2005      | Le couperet                                                      |             | Père kolega Maxime       |             |             |                                |
| 2005      | Mistrzowie horroru (Masters of horror)                           |             |                          |             |             | reż. 2 odcinki scen. 1 odcinek |
| 2004      | Slasher                                                          |             |                          |             |             |                                |
| 2004      | Spider-Man 2                                                     |             | Doktor                   |             |             |                                |
| 2004      | Surviving Eden                                                   |             | Doctor Levine            |             |             |                                |
| 1999      | Freeway II: Confessions of a Trickbaby                           |             | Sędzia                   |             |             |                                |
| 1999      | Diamonds                                                         |             | Hazardzista              |             |             |                                |
| 1999      | Kochanie, zmniejszyłem dzieciaki (Honey, I Shrunk the Kids)      |             |                          |             |             | reż. 1 odcinek                 |
| 1998      | The Lost World                                                   |             |                          |             |             |                                |
| 1998      | Susan's Plan                                                     |             |                          |             |             |                                |
| 1998      | Blues Brothers 2000                                              |             |                          |             |             |                                |
| 1997      | Mad City                                                         |             | Doktor                   |             |             |                                |
| 1997      | Quicksilver Highway                                              |             | Asystent Surgical’a      |             |             |                                |
| 1997      | Laws of Deception                                                |             | Sędzia Trevino           |             |             |                                |
| 1996      | The Stupids                                                      |             |                          |             |             |                                |
| 1996      | Vampirella                                                       |             | Astronauta 1#            |             |             |                                |
| 1996      | The Munsters' Scary Little Christmas                             |             |                          |             |             |                                |
| 1995      | Here Come the Munsters                                           |             |                          |             |             |                                |
| 1995      | Sliders                                                          |             |                          |             |             | 3 odcinki                      |
| 1995      | Campus Cops                                                      |             |                          |             |             |                                |
| 1994      | Weird Science                                                    |             |                          |             |             |                                |
| 1994      | The Stand                                                        |             | Russ Dorr                |             |             | 1 odcinek                      |
| 1994      | Il silenzio dei prosciutti                                       |             | Agent FBI                |             |             |                                |
| 1994      | Gliniarz z Beverly Hills III (Beverly Hills Cop III)             |             |                          |             |             |                                |
| 1993      | Dangerous: The Short Films                                       |             |                          |             |             |                                |
| 1992      | Venice/Venice                                                    |             | John Landis              |             |             |                                |
| 1992      | Body Chemistry II: Voice of a Stranger                           |             | Dr. Edwards              |             |             |                                |
| 1992      | Sleepwalkers                                                     |             | technik laboratoryjny    |             |             |                                |
| 1992      | Niewinna krew (Innocent Blood)                                   |             |                          |             |             |                                |
| 1991      | Black or White                                                   |             |                          |             |             |                                |
| 1991      | Oskar, czyli 60 kłopotów na minutę (Oscar)                       |             |                          |             |             |                                |
| 1990      | Dream on                                                         | (1990−1995) | Herb (1991−1994)         | (1990−1992) |             |                                |
| 1990      | Psychoza IV: Początek (Psycho IV: The Beginning)                 |             | Mike Calveccio           |             |             |                                |
| 1990      | Człowiek ciemności (Darkman)                                     |             | Lekarz                   |             |             |                                |
| 1990      | Samozapłon (film) (Spontaneous Combustion)                       |             | Technik radiowy          |             |             |                                |
| 1988      | Książę w Nowym Jorku (Coming to America)                         |             |                          |             |             |                                |
| 1987      | Amazon Women on the Moon                                         |             |                          |             |             | 5 segmantów                    |
| 1987      | An American Werewolf in Paris                                    |             |                          |             |             |                                |
| 1986      | Fuzz Bucket                                                      |             |                          |             |             |                                |
| 1986      | Trzej amigos (Three Amigos!)                                     |             |                          |             |             |                                |
| 1985      | Szpiedzy tacy jak my (Spies Like Us)                             |             |                          |             |             |                                |
| 1985      | George Burns Comedy Week                                         |             |                          |             |             | 1 odcinek                      |
| 1985      | Clue                                                             |             |                          |             |             |                                |
| 1985      | Ucieczka w noc (Into the Night)                                  |             | SAVAK                    |             |             |                                |
| 1984      | Muppety na Manhattanie (The Muppets Take Manhattan)              |             | Leonard Winesop          |             |             |                                |
| 1983      | Nieoczekiwana zmiana miejsc (Trading Places)                     |             |                          |             |             |                                |
| 1983      | Thriller                                                         |             |                          |             |             |                                |
| 1983      | Strefa mroku                                                     |             |                          |             |             | prolog; cz. 1                  |
| 1982      | Eating Raoul                                                     |             |                          |             |             |                                |
| 1982      | Coming Soon                                                      |             |                          |             |             |                                |
| 1981      | Amerykański wilkołak w Londynie (An American Werewolf in London) |             |                          |             |             |                                |
| 1980      | Blues Brothers                                                   |             | Trooper La Fong          |             |             |                                |
| 1979      | 1941                                                             |             | Mizerany                 |             |             |                                |
| 1979      | Wielka wyprawa muppetów (The Muppet Movie)                       |             | Grover                   |             |             | głos                           |
| 1978      | Menażeria                                                        |             |                          |             |             |                                |
| 1977      | The Kentucky Fried Movie                                         |             |                          |             |             |                                |
| 1976      | Holmes and Yo-Yo                                                 |             |                          |             |             | 1 odcinek                      |
| 1975      | Wyścig śmierci 2000                                              |             | Mechanik                 |             |             |                                |
| 1974      | The Six Million Dollar Man                                       |             | Michael                  |             |             | 1 odcinek                      |
| 1973      | Bitwa o Planetę Małp (Battle for the Planet of the Apes)         |             | Przyjaciel Jake’a        |             |             |                                |
| 1973      | Schlock                                                          |             | Schlock                  |             |             |                                |
| 1970      | Złoto dla zuchwałych (Kelly’s Heroes)                            |             | Siostra Rosa Stigmata    |             |             |                                |